# Хосе Марія Ечебаррія
Хосе Марія Ечебаррія (ісп. José María Echevarría Ayestarán, 30 жовтня 1920, Гечо — 25 жовтня 1966, Леса) — іспанський футболіст, що грав на позиції воротаря.
Виступав за клуб «Атлетік Більбао», а також національну збірну Іспанії. Ставав чемпіоном Іспанії і володарем Кубка Іспанії з футболу.

## Клубна кар'єра
Народився 30 жовтня 1920 року в місті Гечо. Вихованець юнацьких команд футбольного клубу «Атлетік Більбао».
У дорослому футболі дебютував 1939 року виступами за рідний «Атлетік Більбао», кольори якого і захищав протягом усієї своєї кар'єри гравця, що тривала п'ять років.  За цей час виборов титул чемпіона Іспанії.
Помер 25 жовтня 1966 року на 46-му році життя у місті Леса.

## Виступи за збірну
1941 року провів свій єдиний офіційний матч у складі національної збірної Іспанії, в якому пропустив два голи.

## Титули і досягнення

### Командні
- Чемпіон Іспанії (1):

«Атлетік Більбао»:  1942-1943
- Володар Кубка Іспанії з футболу (1):

«Атлетік Більбао»:  1943

### Особисті
- Трофей Самори (найкращий воротар Ла Ліги): 1940-1941.